# Radmilo Ivančević
Radmilo Ivančević (født 4. september 1950) er en tidligere serbisk fodboldspiller og træner.